# 鮫川村
鮫川村（日语：／ Samegawa mura */?）是位于福島縣東白川郡的一村。